# Hôtel de la Paix
 (février 2009).
Si vous disposez d'ouvrages ou d'articles de référence ou si vous connaissez des sites web de qualité traitant du thème abordé ici, merci de compléter l'article en donnant les références utiles à sa vérifiabilité et en les liant à la section « Notes et références ».
L’hôtel de la Paix est un hôtel de Suisse.
Situé sur le quai du Mont-Blanc à Genève, au bord du lac Léman, l'hôtel de la Paix fait partie du portefeuille immobilier de la famille d'hôteliers Manz et il est géré depuis le 16 décembre 2016 par Ritz-Carlton Hotel Company L.L.C.

## Histoire
Depuis plus de 200 ans, Genève est une destination prisée par les hommes d'affaires et la clientèle de loisirs. L'hôtellerie de luxe genevoise voit le jour sur la rive droite du lac, lac dont les romantiques du XIXe siècle vantent la beauté tandis que la ville connaît un essor économique.
C'est dans ce contexte que naît, en 1865, le grand hôtel de la Paix. Une époque où, malgré le calvinisme ambiant, personne ne s'offusque lorsque l'architecte genevois Jean-Marie Gignoux décide de donner à ce tout nouvel établissement un style d'inspiration italienne plutôt flamboyant. Le lobby de l'hôtel, en forme d'atrium carré avec ses colonnes de faux marbre en brocatelles, en est toujours le principal témoignage. Héritier de la tradition des « grands » hôtels alors en vogue, le grand hôtel de la Paix est résolument moderne pour l'époque. En 1908, on lui adjoint le bâtiment voisin du numéro 9 du quai du Mont-Blanc.
L'hôtel doit son nom à une période où la paix est une préoccupation collective récurrente : Victor Hugo et Alphonse de Lamartine adhèrent en 1830 à la Société de la paix et, en 1863, le Comité international de la Croix-Rouge voit le jour à Genève. Il en est aussi le symbole à deux reprises : le Conseil d'État genevois y donne un grand banquet le 7 septembre 1872 à l'occasion de la fin d'un conflit opposant, après la guerre de Sécession, les États-Unis et le Royaume-Uni au sujet du navire Alabama, un vaisseau sudiste armé par les Britanniques et qui avait causé des dommages importants au commerce nordiste. En 1898, Sissi est assassinée non loin de l'hôtel. En 1954, la délégation vietnamienne décide d'y organiser un cocktail pour célébrer la fin de la guerre d'Indochine. En 1974, le chanteur Mike Brant y fait une tentative de suicide.

## Caractéristiques
- 74 chambres et suites ;
- Restaurant gastronomique le Living Room Bar & Kitchen ;
- Restaurant nordique Fiskebar ;
- Bar Fred by Fiskebar ;